# Uzbrojenie polskich organizacji niepodległościowych podczas II wojny światowej
Lista obejmuje całość opisanej w literaturze broni używanej przez wszystkie formacje zbrojne polskiego podziemia w czasie II wojny światowej. Uwzględniono broń własnej produkcji, ukrytą od czasu kampanii wrześniowej, zdobytą na okupantach, pochodzącą ze zrzutów, a także pozyskaną z innych źródeł.

## Broń własnej produkcji

### Broń osobista
| Zdjęcie | Nazwa                                                         | Uwagi                            |
| ------- | ------------------------------------------------------------- | -------------------------------- |
|         | „Polski Sten”                                                 |                                  |
|         | Pistolet maszynowy Błyskawica                                 |                                  |
|         | Pistolet maszynowy Bechowiec-1                                |                                  |
|         | Pistolet maszynowy Bechowiec-2                                |                                  |
|         | Pistolet maszynowy Kis                                        |                                  |
|         | Pistolet maszynowy Choroszmanów                               |                                  |
|         | Pistolet maszynowy KOP-PAL                                    |                                  |
|         | Miotacz ognia wzór K                                          |                                  |
|         | Butelka zapalająca                                            |                                  |
|         | Granat R-42 Sidolówka                                         |                                  |
|         | Granat ET-40 Filipinka                                        |                                  |
|         | Granat „Karbidówka”                                           |                                  |
|         | Granat woreczkowy                                             | Nie posiadał skorupy metalowej   |
|         | Zapalnik tarciowy P-42                                        |                                  |
|         | Katapulta i kusza do miotania granatów i butelek zapalających | Wykonane z resorów samochodowych |
|         | Granatnik Szustra                                             | Wykonane z rury kotłowej         |
|         | Granatnik Łopuskiego                                          |                                  |

### Pojazdy
| Zdjęcie | Nazwa   | Uwagi                                               |
| ------- | ------- | --------------------------------------------------- |
|         | „Kubuś” | Przebudowany samochód ciężarowy Chevrolet model 157 |

## Broń „powrześniowa”
| Zdjęcie | Nazwa                               | Uwagi                                                                     |
| ------- | ----------------------------------- | ------------------------------------------------------------------------- |
|         | Pistolet Vis wz. 35                 | Produkowane również w podziemiu z części wyniesionych potajemnie z fabryk |
|         | Karabinek wz. 29                    |                                                                           |
|         | Karabin wz. 98a                     |                                                                           |
|         | Karabin maszynowy Browning wz. 1928 |                                                                           |
|         | Karabin maszynowy wz. 30            |                                                                           |
|         | Karabin przeciwpancerny wz. 35      |                                                                           |

## Broń zdobyta na okupantach
| Zdjęcie | Nazwa                                 | Uwagi |
| ------- | ------------------------------------- | --- |
|         | Pistolet Mauser C96                   | |
|         | Pistolet P08 Parabellum               | |
|         | Pistolet Walther P38                  | |
|         | Pistolet maszynowy MAS 38             | Broń produkcji francuskiej zdobyta w czasie kampanii 1940 roku, na uzbrojeniu niemieckich formacji policyjnych |
|         | Pistolet maszynowy MP 34              | |
|         | Pistolet maszynowy MP 35              | |
|         | Pistolet maszynowy MP 38              | |
|         | Pistolet maszynowy MP 40              | |
|         | Pistolet maszynowy PPD                | Zdobyte na wschodnioeuropejskich formacjach policyjnych w służbie niemieckiej                                  |
|         | Pistolet maszynowy PPSz               | Zdobyte na wschodnioeuropejskich formacjach policyjnych w służbie niemieckiej                                  |
|         | Karabin Kar98k                        | |
|         | Karabin Mosin                         | Zdobyte na wschodnioeuropejskich formacjach policyjnych w służbie niemieckiej                                  |
|         | Karabin SWT                           | Zdobyte na wschodnioeuropejskich formacjach policyjnych w służbie niemieckiej                                  |
|         | Karabin maszynowy DP                  | Zdobyte na wschodnioeuropejskich formacjach policyjnych w służbie niemieckiej                                  |
|         | Karabin maszynowy ZB vz. 26           | |
|         | Karabin maszynowy MG 34               | |
|         | Karabin maszynowy MG 42               | |
|         | Granat M24 Stielhandgranate           | |
|         | Granatnik przeciwpancerny Panzerfaust | |
|         | RPzB 54 Panzerschreck                 | |

## Broń pozyskana w zrzutach
| Zdjęcie | Nazwa                             | Uwagi            |
| ------- | --------------------------------- | ---------------- |
|         | Rewolwer M1917                    | Zrzuty alianckie |
|         | Rewolwer S&W Victory              | Zrzuty alianckie |
|         | Rewolwer Nagant wz. 1895          | Zrzuty sowieckie |
|         | Pistolet Colt M1911               | Zrzuty alianckie |
|         | Pistolet TT                       | Zrzuty sowieckie |
|         | Pistolet maszynowy UD42           | Zrzuty alianckie |
|         | Pistolet maszynowy Thompson       | Zrzuty alianckie |
|         | Pistolet maszynowy Sten           | Zrzuty alianckie |
|         | Pistolet maszynowy PPD            | Zrzuty sowieckie |
|         | Pistolet maszynowy PPSz           | Zrzuty sowieckie |
|         | Pistolet maszynowy PPS            | Zrzuty sowieckie |
|         | Karabin Lee-Enfield No. 1 i No. 4 | Zrzuty alianckie |
|         | Karabin maszynowy Bren            | Zrzuty alianckie |
|         | Karabin maszynowy DP              | Zrzuty sowieckie |
|         | Granat RGD-33                     | Zrzuty sowieckie |
|         | Granat przeciwpancerny RPG-40     | Zrzuty sowieckie |
|         | Karabin przeciwpancerny PTRS      | Zrzuty sowieckie |
|         | Granatnik PIAT                    | Zrzuty alianckie |

## Broń pozyskana w inny sposób
| Zdjęcie | Nazwa                                | Uwagi                                                                           |
| ------- | ------------------------------------ | ------------------------------------------------------------------------------- |
|         | Pistolet Browning Baby               | Przechowywane od czasów przedwojennych jako broń prywatna                       |
|         | Rewolwer Nagant wz. 1895             | Zdobywane na funkcjonariuszach Policji Polskiej                                 |
|         | Pistolet FÉG 37M                     | Pozyskiwane od formacji węgierskich stacjonujących na terenie okupowanej Polski |
|         | Pistolet maszynowy Danuvia 39M       | Pozyskiwane od formacji węgierskich stacjonujących na terenie okupowanej Polski |
|         | Pistolet maszynowy Beretta Mod. 1938 | Pozyskiwane od formacji włoskich stacjonujących na terenie okupowanej Polski    |